# Etta Federn
Marietta "Etta" Federn, född 28 april 1883 i Wien, död 9 maj 1951 i Paris, var en österrikisk-fransk författare, översättare, litteraturkritiker och aktiv i anarkosyndikalistiska kretsar i Berlin och Spanien.

## Biografi

### Barn- och ungdomsåren i Wien
Etta Federns mor var Ernestine, född Spitzer, suffragett och stor Goethebeundrare, hennes far var Salomon Federn, en framstående läkare i Wien. Etta Federn hade fyra äldre bröder och en äldre syster.Brodern Paul Federn tillhörde Sigmund Freuds krets i Wien.
I tolvårsåldern kom Etta i en pubertetskris och låg mest till sängs i två års tid, under den tiden började hon lära sig engelska och franska och med sin mycket stora språkbegåvning kom hon att som vuxen behärska sexton språk. 1903 utexaminerades hon från Wiens högre läroverk för flickor och 1904 började hon sina universitetsstudier.

### Äktenskap och karriär i Berlin
1905 flyttade Etta Federn mot sin familjs vilja till Berlin och 22 år gammal fick hon ett barn, som dog strax efter födseln, med en adelsman som av sina föräldrar inte tilläts gifta sig med henne eftersom hon var judinna. Hon började yrkesverksamt skriva bokrecensioner, biografier och översätta från danska, svenska, ryska, franska, engelska och jiddisch . 1916, under första världskriget, gifte hon sig med Max Bruno Kirmsse som var pedagog och forskade om utbildning av barn med psykiska handikapp, känd för sin unika bibliografiska samling som nu finns i Marburg och Berlin. Redan innan sonen Hans Wolfgang Gabriel Solomon, som kom att kallas Jean, föddes 1917 skiljde de sig. Cirka tre år senare gifte hon sig med Peter Paul Kohlhaas en österrikisk illustratör som var traumatiserad av kriget. 39 år gammal 1922 födde hon sonen Michael, kallad Michel..    
Under 1920-talet hade Etta Federn blivit en känd författare för bland annat sina tre biografier över Goethe. 1927 när hennes biografi om utrikesministern Walther Rathenau gavs ut hotades hon till döden. Rathenau var en liberal judisk tysk patriotisk politiker och han blev skjuten när han, som han gjorde varje dag, åkte i en öppen bil från sitt hem till Wilhelmstrasse. Ett par hundra tusen människor kom till hans begravning. Etta Federn engagerade sig i den anarkosyndikalistiska rörelsen, som växt sig stark under den oroliga tiden efter första världskriget, för bland annat deras syn på kvinnans frigörelse, fri utbildning och kultur och hon skrev artiklar för FAUD (Freie Arbeiter Union Deutschlands) och deltog aktivt i kvinnoorganisationen der Syndikalistischen Frauenbund grundat av FAUD. 
1930-1932 skiljde sig Etta Federn och hennes man efter att de 1929 hade bosatt sig i Thüringen och Etta Federn öppnat ett litet pensionat. Nu var hon åter ensamstående mor och hon skrev bokrecensioner för Berliner Tageblatt och översatte från jiddisch poeterna Abraham Nahum Stenzel och Samuel Lewin. 1932 skrev hon "Det verkar som om den nya regimen här skulle vilja exkludera judarna från alla chanser till arbete" och hon fruktade att hennes karriär i Berlin var över och att hon 49 år gammal skulle stå utan möjligheter att försörja sig.

### I Barcelona
1932 lyckades Etta Federn ta med sig sina båda söner, Jean 15 år och Michel 10 år, till Barcelona som var ett centrum för vänstern och de spanska republikanerna. Etta Federn började föreläsa för tyska litterära sällskap som bestod av många från vänstern som flytt, men hon var orolig för att de antisemitiska stämningarna skulle spridas även dit och att hon inte skulle få fortsätta. Hon analyserade berömda katalaners händer och planerade att ge ut en bok. När hon i tolvårsåldern varit sängliggande hade hon börjat analysera händer och kom att kalla det karaktärsanalys.
I juni 1936 bröt Spanska inbördeskriget ut. Etta Federn gick med i den anarkistiska kvinnorörelsen, Mujeres Libres och undervisade litteratur, språk, utbildning på dess kulturcentrum the House of the Woman Worker och hon skrev om hur viktigt det var att kvinnor av egen fri vilja valde moderskapet och om sin idealbild av hur den goda modern skulle vara. Själv hade hon nära kontakt med sin äldsta son, men med sin yngre son skrev hon i ett brev, kände hon sig för gammal, för nervös och hade svårt att hinna med honom och sitt arbete. 1937 när regeringssidan trodde sig kunna besegra Franco startade Etta Federn i samarbete med Mujeres Libres ett skolcentrum i Blanes utanför Barcelona efter den katalanska pedagogen Francisco Ferrers principer samma som the House of the Woman Worker arbetade efteroch hon mötte och engagerade i sitt arbete den tolvåriga tyska flyktingen Annemarie Götze, som sju år senare gifte sig med Stig Dagerman.1937 kom Etta Federns sista bok Mujeres de las revoluciones och samma år gick sonen Jean med i spansk-republikanska armén. 1938 hade krigslyckan vänt till fördel för Franco. Barcelona bombarderades. Etta Federn försökte ta sig till USA men hennes ansökan avslogs. 1939 utropade sig Franco till diktator.

### Flykting i Frankrike
1939 när Etta Federn var 56 år var hon och sönerna flyktingar i Frankrike. De internerades i uppsamlingsläger efter en tid i frihet i Paris. Under en frigivningsperiod hittade de en bostad i Lyon dit de kunde återvända när de blev definitivt frigivna. Jean gick med i motståndsrörelsen. Etta Federn och Michel stannade kvar i Lyon. När gripande av fransmän och judar ökade anslöt sig Michel till motståndsrörelsen i Pyrenérna där han fick underrättelsearbete.Etta Federn översatte antinazistiska texter och hon översatte Victor Vindes bok En stormakts fall som getts ut 1941. Hans bok Det franska sammanbrottet hade kommit ut året innan 1940.Gestapo jagade henne men hon lyckades hålla sig undan. I Lyon fick hon hjälp att hålla sig gömd, en gång i ett kloster. 9 augusti 1944 sköts Jean som hade en ledande roll i motståndsrörelsen i ett bakhåll i byn Charavines.

### Efterkrigstiden i Paris
1945 kom freden. Etta Federn hade förlorat sin älskade son, hennes tillhörigheter hade stulits och alla hennes böcker i Tyskland hade förstörts. Våren 1947 flyttade hon in i sin sista bostad, ett litet hotellrum i hôtel de Medici i Quartier Latin i hjärtat av Paris. 1947 var Paris´värsta efterkrigsår, med stark kyla under januari följt av snöstorm och ännu hårdare ransoneringar. Det fanns en nervös, hård, småaktig stämning bland människorna som ibland kunde leda till utbrott. Etta Federn hade dålig hälsa men gav engelsklektioner och handanalyser. Michel som hade fått sina studier avbrutna flera gånger och hade tvingats bo på sexton olika adresser förutom de platser han gömt sig på, kunde lika litet som andra få arbete och till sist var han tvungen att flytta in i sin mors lilla hotellrum. Trots alla dessa svårigheter lyckades han efter att ha flyttat från Paris efter sin mors död, skapa en egen framgångsrik karriär. I november 1947 kom Stig Dagerman och Annemarie och hälsade på, vid något tillfälle träffade de även Michel. Stig Dagerman återvände till Sverige vid jultid och skrev pjäsen Skuggan av Mart inspirerad av Etta Federn och hennes söner, och han vände sig till Norstedts för att få Etta Federns manuskript om sin son Jean utgiven, men enligt Norstedts fanns inte tillräckligt stort läsarintresse, istället skrev Stig Dagerman en artikel åt Expressen som hette Capitaine Jean in memorium, som kom in i maj 1948.1948 kom även Skuggan av Mart ut. Miljön i pjäsen är inte ett litet fattigt hotellrum utan en våning med ett piano som fungerar och te att bjuda. Och konfekt finns hemma hos den döde sonen Marts fästmö. Sonen Gabriel är en ung man som lever i skuggan av sin bror Mart, som var en hjälte i motståndskampen, och sin mor. Gabriels kamp om vad mod är och vad vapen står för är som om han och modern inte levt i kriget utan som de upplevt kriget på avstånd. Till slut gör han en förtvivlad och förvirrad revolt.
Etta Federn som hade tvingats att anpassa sig till olika svåra omständigheter, som hade en stark personlighet, som var ett språkgeni, dog 1951 långt bort från sin välbärgade uppväxtmiljö i Wien, i ett Paris som börjat hämta sig från kriget och åter drog intellektuella och konstnärer till sig.